# عبدالعزیز بن حبتور
عبدالعزیز بن حبتور (عربی: عبد العزيز بن حبتور؛ زاده ۸ اوت ۱۹۵۵) سیاستمدار یمنی است که از ۴ اکتبر ۲۰۱۶، منصب نخست‌وزیر یمن را بر عهده دارد. او همچنین به عنوان استاندار عدن در طول تصرف یمن توسط حوثی‌ها خدمت کرد. او عضو کنگره عمومی خلق یمن است که از سال ۱۹۹۵، در کمیته دائمی آن حضور دارد. او که متحد رئیس‌جمهور، عبدربه منصور هادی بود، تصرف یمن توسط حوثی‌ها را محکوم کرد و رهبر عزل شده را در ۲۱ فوریه ۲۰۱۵، پس از پرواز از پایتخت که در کنترل حوثی‌ها افتاده بود، پذیرفت. او همچنین از مخالفان سرسخت جنبش جدایی‌طلب در یمن جنوبی سابق است و معتقد است که این جنبش، برای دستیابی به اهدافش، بسیار شکسته و کوچک است.